# Де Грегорио, Эммануэле
Эммануэле де Грегорио (итал. Emmanuele de Gregorio; 18 декабря 1758, Неаполь, Неаполитанское королевство — 7 ноября 1839, Рим, Папская область) — итальянский куриальный кардинал. Секретарь Священной Конгрегации Тридентского собора с 30 декабря 1807 по 8 марта 1816. Префект Священной Конгрегации церковного иммунитета с 29 ноября 1818 по 6 мая 1820. Префект Священной Конгрегации Тридентского собора с 6 мая 1820 по 11 декабря 1834. Великий пенитенциарий с 31 мая 1829 по 7 ноября 1839. Секретарь апостольских бреве с 11 декабря 1834 по 7 ноября 1839. Вице-декан Священной Коллегии кардиналов с 2 октября 1837 по 7 ноября 1839. Камерленго Священной Коллегии кардиналов с 12 февраля 1838 по 18 февраля 1839. Кардинал-священник с 8 марта 1816, с титулом церкви Санти-Бонифачо-э-Алессио с 29 апреля 1816 по 18 мая 1829, in commendam с 18 мая 1829 по 7 ноября 1839. Кардинал-епископ Фраскати с 18 мая 1829 по 2 октября 1837. Кардинал-епископ Порто и Санта Руфины и Чивитавеккьи с 2 октября 1837 по 7 ноября 1839.